# 恩田民親

恩田民親像（真田公園内）

恩田 民親（おんだ たみちか、享保2年（1717年） - 宝暦12年1月6日（1762年1月30日））は江戸時代中期の松代藩家老。百官名は木工。恩田木工（おんだ もく、「杢」とも記される）として知られる。幼名は佐吉。通称は靱負。

## 経歴

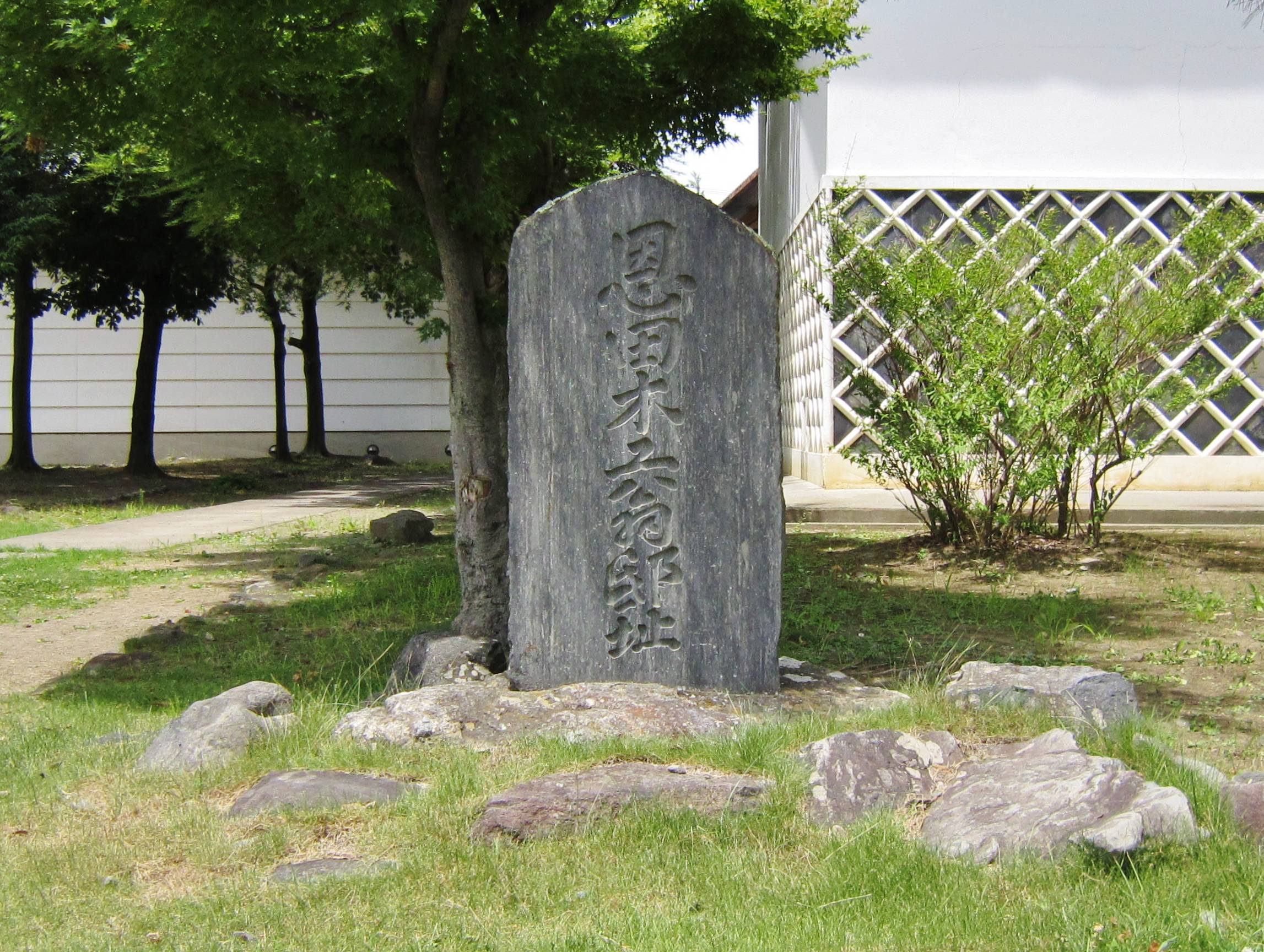
邸宅跡（真田公園内）

松代藩家老として1千石を知行する恩田民清の長男として、信濃国松代城下（現・長野県長野市松代町）に生まれる。享保20年（1735年）に家督を相続。延享3年（1746年）に家老となる。
松代藩の財政は、江戸幕府に命じられた度重なる手伝普請助役などによって、3代藩主真田幸道の時代より徐々に困窮し、民親が家督を相続したころにはかなりの財政難に陥っていた。寛保2年（1742年）には松代城下を襲う大水害（戌の満水）に見舞われ、復旧のため幕府より1万両の借財を受けた。そこで、5代藩主真田信安は小姓より登用した原八郎五郎を家老に抜擢し、藩政改革に当たらせた。原は享保14年（1729年）より始まっていた家臣の知行・俸禄の半知借上を踏襲し、更に、領民より翌年・翌々年分の年貢を前納させるという藩政改革を実行した。しかしこれが家臣の反発を招き、延享元年（1744年）に足軽によるストライキという事態となった。
宝暦元年（1751年）には原八郎五郎を罷免し、代わって赤穂藩浪人と称する田村半右衛門を勝手方として召し抱え、財政再建に当たらせた。しかし、性急な改革は農民の反発を招き、同年には「田村騒動」と呼ばれる藩内初の一揆が起こった。田村は同年に失脚した。原や田村の時代、贈賄を行った者には納税が目こぼしされたり、商人からの寄付の一部を横領したりするなどの汚職が横行した。彼らはこれにより失脚したが、汚職の横行により藩内の風紀は乱れていた。
宝暦2年（1752年）に信安の死に伴い藩主となった真田幸弘により、民親は宝暦7年（1757年）に「勝手方御用兼帯」に任ぜられて藩政の改革を任された。民親は、幸弘から「国元の政道は心一杯に」と全権を委任され、家老以下の藩士にも民親に従うという誓詞の提出を求めた。一方で「虚言申すまじく候」「申したること再び変替致さず候」と自らも律し、藩士だけでなく領民とも直接面談して、反発を受けずに改革を進めるよう配慮した。
藩政自体は概ね原八郎五郎の政策を踏襲し、多少の手直しを加えたにとどまったが、質素倹約を励行し、贈収賄を禁止、不公正な民政の防止など前藩主時代に弛んだ綱紀の粛正に取り組んだ。年貢の前納や御用金賦課を廃止し、貢租の怠納を清算し、新たに年貢上納を容易にする月割上納制を導入した。さらに山野や荒地の新規開墾や殖産興業に力を入れた。また、宝暦8年（1758年）に藩校「文学館」を開き、文武の鍛錬を奨励した。逼迫した藩財政自体は改善しなかったが、民親の取り組んだ公正な政治姿勢や文武の奨励は、藩士・領民の意識を改革した。
宝暦12年（1762年）正月、病を得て死去。享年46。彼の意思は、藩主幸弘や、民親の妻の弟である望月治部左衛門により受け継がれた。
後世の松代藩士・馬場正方によって書かれたとされる『日暮硯』は、半知借上を廃止したなどと民親の仁政を讃えた著書である。しかし、半知借上は民親の時代はもちろん後世まで続いており、この著書の内容には脚色も多く見られる。
墓所は、藩主真田家の菩提寺長国寺の境内にある。大正7年（1918年）に正五位を遺贈された。